# Lammerbach (Werse)
Der Lammerbach ist ein 2,6 Kilometer langer rechtsseitiger Zufluss der Werse in Münster/Westfalen. 

## Verlauf
Der Bachlauf entsteht im Waldgebiet Lauheide an einem Graben am westlichen Rand des Gebiets von Telgte im Kreis Warendorf und durchfließt den Münsteraner Stadtteil Handorf in westlicher Richtung. Dabei verläuft er zunächst an der Kötterstraße, verschwindet dann im Bereich des heutigen Standortübungsplatzes Handorf-Ost in einer über 780 m langen Verrohrung, die beim Bau des dort früher betriebenen Flugplatzes Münster-Handorf angelegt wurde, und tritt erst an der Lützowstraße wieder ans Tageslicht.
Den weiteren teilweise renaturierten Verlauf im Siedlungsbereich von Handorf begleitet teilweise auch ein Fußweg. Der Bach unterquert die Dorbaumstraße und mündet (nur etwa 160 Meter flussabwärts der Mündung des Juffernbachs) an einer Wiese in die Werse.